# فرط نمو النسيج المرن الليفي للشغاف
فرط نمو النسيج المرن الليفي للشغاف (EFE) (بالإنجليزية: Endocardial fibroelastosis)‏ هو اضطراب قلبي نادر يحدث عادةً في الأطفال بعمر عامين أو أقل. يمكن اعتباره أيضًا رد فعل للتوتر، وليس بالضرورة مرضًا معينًا.
لا ينبغي الخلط بينه وبين تليف عضلة القلب.

## العلامات والأعراض
يتميز EFE بسماكة البطانة الداخلية لغرف القلب (الشغاف) بسبب زيادة كمية النسيج الضام الداعم والألياف المرنة. إنه سبب غير شائع لفشل القلب غير المبرر عند الرضع والأطفال، وهو أحد مكونات متلازمة HEC. يُنظر بشدة إلى داء الأرومة الليفية باعتباره السبب الرئيسي لاعتلال عضلة القلب المقيد عند الأطفال، جنبًا إلى جنب مع الداء النشواني القلبي، والذي يُلاحظ بشكل أكثر شيوعًا في مرضى المايلوما المتعددة التقدمية وكبار السن.

## السبب
تشير مراجعة إلى 31 مرضًا مختلفًا وضغوطًا أخرى مرتبطة بتفاعل EFE. وتشمل هذه الالتهابات، واعتلال عضلة القلب، والأمراض المناعية، والتشوهات الخلقية، وحتى الصعق الكهربائي عن طريق الصواعق. يمتلك EFE شكلين وراثيين متميزين، لكل منهما وضع وراثي مختلف. وقد لوحظ كلا من الشكل المتنحي المرتبط بـ X، والشكل المتنحي الجسدي.

## العلاج
يجب تحديد السبب، وحيثما أمكن، يجب توجيه العلاج لهذا السبب. آخر شكل من أشكال العلاج هو زراعة القلب.

## تاريخيًا
لم يكن الرضيع المصاب بقلب متضخم وسقوط أمرًا نادرًا في أقسام طب الأطفال في المستشفيات في منتصف القرن العشرين. في تشريح الجثة، أظهرت قلوب معظم هؤلاء المرضى طبقة شغاف القلب السميكة المذكورة أعلاه. كان يُعتقد أن هذا مرض يصيب كل من عضلة القلب والشغاف، وقد أُطلق عليه أسماء مختلفة مثل: تضخم القلب مجهول السبب، وتصلب الشغاف، وتضخم القلب لسبب غير معروف، وما إلى ذلك. وخاصة تضيق الأبهر وتضيق الأبهر.
قدم مصطلح داء الأرومة الليفية الشغافية بواسطة واينبرغ وهيميلفارب في عام 1943. لاحظوا في مختبر علم الأمراض الخاص بهم أن شغاف القلب عادة ما يكون أبيض لؤلؤيًا أو معتمًا بدلًا من أن يكون رقيقًا وشفافًا بشكل طبيعي ويظهر بشكل مجهري طبقات منهجية من الألياف الكولاجينية والمرنة. لقد شعروا أن المصطلح الجديد كان أكثر ملاءمة وصفيًا، وبالفعل اعتمد بسرعة وعلى نطاق واسع. بدأ الأطباء بتطبيقه على أي رضيع مصاب بقلب متوسّع وفشل، على الرغم من حقيقة أن الطريقة الوحيدة لإثبات وجود EFE بشكل نهائي هي رؤيته عند تشريح الجثة. سرعان ما أصبح EFE اسمًا لمرض، وما يزال يستخدمه العديد من الأطباء بهذه الطريقة، على الرغم من أن العديد من المرضى الذين يعانون من أعراض متطابقة لا يعانون من رد فعل شغاف القلب للـ EFE.
في العقود الأخيرة من القرن العشرين، أدت الاكتشافات الجديدة والتفكير الجديد حول أمراض عضلة القلب إلى ظهور مصطلح اعتلال عضلة القلب. وصفت العديد من حالات فشل القلب عند الأطفال اعتلال عضلة القلب الأولي بالإضافة إلى EFE الأولي، في حين أطلق على أولئك الذين يعانون من تشوهات خلقية يمكن تحديدها تضغط على القلب EFE الثانوية. في عام 1957، اقترح بلاك-شيفر تفسيرًا موحدًا مفاده أن الضغط على البطين، من أي نوع، قد يؤدي إلى تفاعل شغاف القلب، بحيث يمكن اعتبار كل EFE ثانوية.